# Ministerkabinett von Venezuela

Staatswappen der Bolivarischen Republik Venezuela

Das Ministerkabinett von Venezuela (es: Gabinete de Ministros de Venezuela) ist neben dem Ministerrat (es: Consejo de Ministros) eine der Körperschaften der Exekutive im Präsidialsystem der Bolivarischen Republik Venezuela. 
Die Ministerien haben die Aufgabe, politische Prozesse, Strategien, Programme und Projekte verfassungsgemäß und den Gesetzen der Republik entsprechend zu evaluieren, zu verabschieden, und seine Ausführung zu überwachen.

## Ministerkabinett 2019 unter Präsident Maduro
Das Ministerkabinett 2019 stand unter der Leitung des venezolanischen Präsidenten Nicolás Maduro und seiner Vizepräsidentin Delcy Rodríguez. Schon im Jahr 2016 war ein Drittel der Sitze unter Präsident Maduro von aktiven oder ehemaligen Militärs besetzt, 2017 lag der Anteil der Ministerien, welche Personen unterstellt waren, welche aus Militärischen Positionen kamen, bei 38 Prozent.

### Liste der Besetzung von Ministerien in Venezuela im April 2019
- Präsident von Venezuela (Presidencia de la República), Nicolás Maduro, seit 19. April 2013
- Vizepräsidentin von Venezuela (Vicepresidencia de la República), Delcy Rodríguez, seit 14. Juni 2018
- Minister des Büros des Präsidenten (Secretaría del Despacho de la Presidencia), Jorge Márquez, seit 26. Oktober 2017
- Minister für Inneres und Justiz von Venezuela (Ministerio del Interior y Justicia), Néstor Reverol, seit 3. August 2016
- Außenminister von Venezuela (Ministerio de Relaciones Exteriores), Jorge Arreaza, seit 2. August 2017
- Minister für Planung (Ministerio de Planificación), Ricardo Menéndez[4], seit 17. Juni 2014
- Minister für Wirtschaft und Finanzen (Ministerio de Economía y Finanzas), Simón Zerpa, seit 27. Oktober 2017[5]
- Minister für Verteidigung (Ministerio de Defensa), Vladimir Padrino López, seit 24. Oktober 2014
- Minister für Rohstoffe (Ministerio para Industrias Básicas), Juán Arias, seit 11. April 2016
- Minister für Industrie und nationale Produktion (Ministerio de Industrias y Producción Nacional), Tareck El Aissami, seit 14. Juni 2018
- Minister für Außenhandel und internationale Investitionen (Comercio Exterior e Inversión Internacional), Yomana Koteich, seit 14. Juni 2018
- Minister für Tourismus (Ministerio de Turismo), Stella Lugo, seit 14. Juni 2018
- Minister für landwirtschaftliche Produktion und Land, (Ministerio de Producción Agrícola y Tierras), Wilmar Castro Soteldo, seit 20. Juni 2017
- Minister für Fischerei und Aquakultur (Ministerio de Pesca y Acuicultura), Dante Rivas, seit 14. Juni 2018
- Minister für städtische Landwirtschaft (Ministerio de Agricultura Urbana), Mayerlin Arias, seit 14. Juni 2018
- Minister für Hochschulbildung, Wissenschaft und Technologie (Ministerio de Educación Universitaria, Ciencia y Tecnología), Hugbel Roa, seit 4. Januar 2017
- Minister für Bildung (Ministerio de Educación), Elías Jaua, seit 4. Januar 2017
- Minister für Gesundheit (Ministerio de Salud), Luis López, seit 4. Januar 2017
- Minister für sozialen Fortschritt und Arbeit  (Ministerio de Proceso Social del Trabajo), Eduardo Piñate, seit 14. Juni 2018
- Minister für Transportwesen (Ministerio de Transporte), Hipolito Abreu, seit 14. Juni 2018
- Minister für öffentliches Bauwesen (Ministerio de Obras Publicas), Marleny Contreras, seit 14. Juni 2018
- Minister für Wohnen und Lebensraum (Ministerio de Vivienda y Hábitat), Manuel Quevedo, seit 18. August 2015
- Minister für Ökosozialismus (Ministerio de Ecosocialismo), Heryck Rangel, seit 14. Juni 2018
- Minister für Wasserpflege (Ministerio de Atención de las Aguas), Evelyn Vásquez, 14. Juni 2018
- Minister für ökologische Bergbauentwicklung (Ministerio de Desarrollo Minero Ecológico), Víctor Cano, seit 2. August 2017
- Minister für Öl und Gas (Ministerio de Petróleo), Manuel Quevedo, seit 26. November 2017
- Minister für Kommunikation und Information (Ministerio de Comunicación e Información), Luis Marcano, seit 8. Januar 2016
- Minister für Gemeinschaft und Sozialschutz (Ministerio de Comunas y Protección Social), Aristóbulo Istúriz, seit 4. Januar 2018
- Minister für Ernährung (Ministerio de Alimentación), Luis Alberto Medina, seit 8. Januar 2016
- Minister für Kultur (Ministerio de Cultura), Ernesto Villegas, seit 4. November 2017
- Minister für indigene Völker (Ministerio de los Pueblos Indígenas), Yamilet Calderón, seit 15. Juni 2017
- Minister  für Frauen und Gleichstellung der Geschlechter (Ministerio de la Mujer y la Igualdad de Género), Caryl Bertho, seit 14. Juni 2018
- Minister für elektrische Energie (Ministerio de Energía Eléctrica), Igor Gavidia, seit 1. April 2019
- Minister für Jugend und Sport (Ministerio de la Juventud y Deportes), Pedro Infante, seit 28. April 2015
- Minister für Strafvollzugsdienste (Ministerio de Servicios Penitenciarios), Iris Varela, seit 4. Januar 2018

### Ministerrat
- Generalstaatsanwalt der Republik (Procurador General de la República), Reinaldo Muñoz Pedroza, seit 22. Dezember 2014
- Ständiger Sekretär des Ministerrates (Secretario Permanente del Consejo de Ministros), Juán Carlos Alemán, seit 3. März 2016